# (6034) 1987 JA
(6034) 1987 JA ist ein Hauptgürtelasteroid, der am 5. Mai 1987 von Alan C. Gilmore und Pamela Margaret Kilmartin am Mt John University Observatory in Neuseeland entdeckt wurde.